# James O'Barr
James O´Barr (* 1. leden 1960 Detroit) je umělec, který se nejvíce proslavil jako autor komiksu Vrána.

## Dílo
Proslavil jej komiks Vrána (anglicky The Crow), podle kterého byl natočen i film Vrána z roku 1994 a jeho následný stejnojmenný remake z roku 2024. Komiks Vrána neměl být původně nikdy vydán. Jednalo se pouze o formu art-terapie, kterou se James snažil potlačit smutek nad ztrátou milované osoby – snoubenky Beverly, kterou na silnici smetl opilý řidič. Celý příběh se odehrává v Detroitu. Eric (který ztělesňuje Jamese – ten sám se ale nerad kreslí) se s pomocí mytické vrány vrací ze záhrobí, aby pomstil svou smrt a smrt své snoubenky Shelly (údajně věrná kopie Beverly).